# Caroline Missoudan
Caroline Missoudan, née le 22 avril 1968 dans le 14e arrondissement de Paris, est une sauteuse en longueur française. 

## Biographie
Elle est sacrée championne de France en 1992 et championne de France en salle en 1987.